# 하랄트 크반트
하랄트 크반트(독일어: Harald Quandt, 1921년 11월 1일 ~ 1967년 9월 22일)는 독일의 기업인 귄터 크반트와 마그다 리첼의 아들이다. 그의 부모는 이혼했고 크반트의 어머니는 나중에 요제프 괴벨스와 재혼했다. 제2차 세계 대전 후 크반트와 그의 이복형인 헤르베르트 크반트는 아버지가 물려준 산업 제국을 경영했고 오늘날에도 이 가족은 독일의 고급 자동차 제조 기업인 BMW의 지분을 소유하고 있다.

## 생애

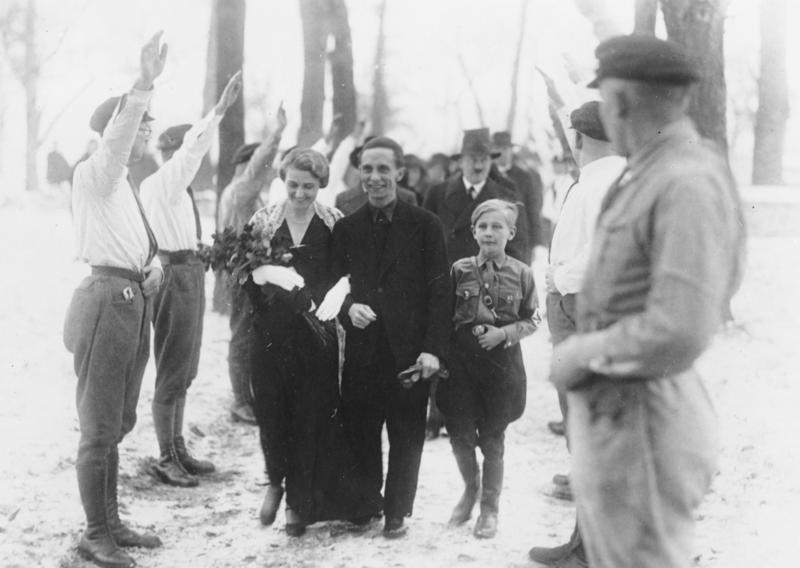
1931년 어머니와 괴벨스의 결혼식에 참석한 10살 하랄트 크반트(오른쪽, 아돌프 히틀러를 배경으로)

하랄트 크반트는 1921년 샤를로텐부르크에서 실업가 귄터 크반트와 마그달레나 베흐렌드 리첼의 아들로 태어났다. 비록 부부는 1929년에 이혼했지만, 그들은 우호적인 관계를 유지했다. 마그다는 나중에 귄터 크반트 소유의 부동산에서 요제프 괴벨스와 결혼했다. 아돌프 히틀러는 괴벨스의 들러리였다.
어머니의 재혼 후에도 크반트는 나치 독일의 유명한 기업인이 된 아버지와 함께 남아 있었다. 그럼에도 '제3제국의 영부인'이 된 어머니와 1933년부터 대중계몽선전국가부 장관을 지낸 의붓아버지를 정기적으로 방문했다. 1934년 이후, 그는 어머니로 돌아와 1940년 학교를 떠난 시험에 합격할 때까지 괴벨스 가족과 함께 살았다. 입양된 가족과 함께 거주하면서, 그는 인도의 정치인 수바스 찬드라 보스의 고된 행동을 지지함으로써 여러 개의 눈썹을 치켜올렸다.
크반트는 제2차 세계 대전 동안 루프트바페에서 중위로 복무했다. 그는 1941년 크레타 전투에 참가했고, 이후 러시아와 이탈리아에서 싸웠으며, 부상을 입었다. 1944년, 그는 이탈리아에서 연합군에게 붙잡혔고, 1947년에 석방되었다. 마그다와 요제프 괴벨스는 1945년 5월 1일 6명의 자녀를 살해한 후 자살했다. 하랄트는 마그다의 아이들 중 유일하게 살아남았다.

### 전후
크반트는 1950년대 초에 변호사의 딸이자 아버지와 함께 비서로 일한 잉게 밴데코우 (1928년 ~ 1978년)와 결혼했다. 그는 잉게와의 사이에서 카타리나 겔러 (1951년 ~ ), 가브리엘레 크반트랑겐셰이트 (1952년 ~ ), 아네트 마이티에스 (1954년 ~ ), 콜린베티나 로젠블라트모 (1962년 ~ ), 파트리시아 할터만(1967년 ~ 2005년) 등 다섯 명의 딸을 두었다. 크반트는 "집착한 바람둥이"라는 평판을 얻었다.

### 기업 활동
독일로 돌아온 후, 크반트는 처음에 그의 이복형을 도와 가족 회사를 재건한 후, 1949년부터 1953년까지 그의 가족이 큰 회사를 소유한 하노버와 슈투트가르트에서 기계 공학을 공부했다.
크반트의 아버지는 1954년에 사망했고, 그의 제국은 헤르베르트와 하랄트에게 공동으로 맡겨졌고, 하랄트는 서독에서 가장 부유한 사람들 중 한 명이 되었다. 당시 크반트 그룹은 섬유 원사부터 제약회사 알타나 AG까지 200여 개의 회사로 구성됐다. 총수 일가 지분에는 다임러벤츠가 10%, BMW가 30%에 육박하는 독일 자동차 업계의 큰 지분도 포함됐다. 허버트와 하랄드가 공동으로 회사를 관리했지만 허버트는 AFA/VARTA와 자동차 투자에 집중했고 하랄드는 IWKA와 엔지니어링 및 툴링 회사를 담당했다. 하랄트는 IWKA가 제작한 암피카로 알려진 수륙양용차의 열렬한 팬이었다. 그의 죽음은 암피카 생산 중단의 한 요인이 되었다.

### 죽음
1965년 12월 12일 취리히 공항에서 일어난 항공 사고에서 살아남았지만 1967년 9월 22일 이탈리아 쿠네오에서 다른 항공기가 추락하면서 사망했다.

## 상속

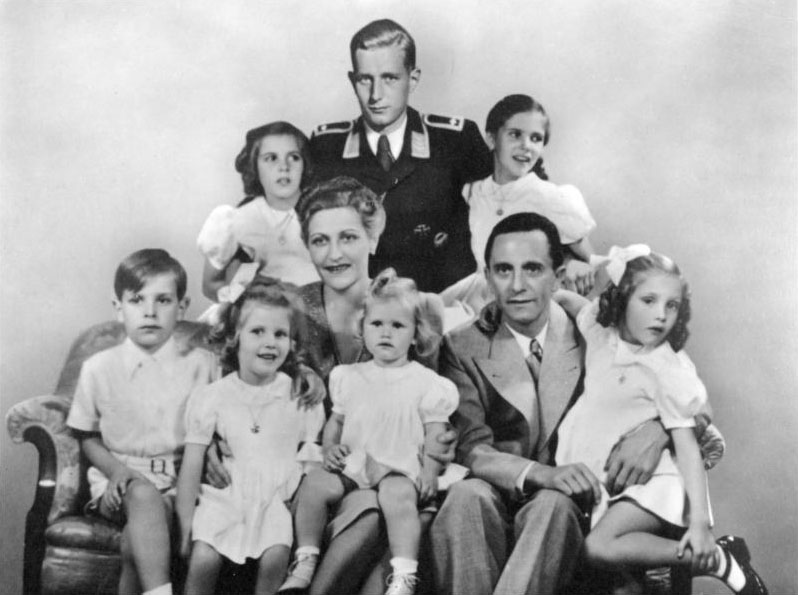
크반트가 그의 어머니 마그다 괴벨스, 괴벨스의 아이들, 그리고 계부 요제프 괴벨스와 함께 가족 사진을 찍고 있다. 하랄트는 실제로 군 복무로 외출 중이었기 때문에 이 사진에 삽입되었다.

하랄트 크반트의 다섯 딸은 약 15억 마르크(약 1조 149억 8,000만 원)을 상속받았고, 이후 독일에 본사를 둔 가족 투자 회사이자 신탁 회사인 하랄트 크반트 홀딩 GmbH를 통해 재산을 늘렸다. 2022년까지 가족 사무소는 그들이 적어도 22조 7,035원 가치의 재산을 공유한다고 보고한다.